# Cathédrale Santa María de Vitoria
La cathédrale de Santa María, connue populairement sous le nom de Vieille cathédrale (en espagnol : catedral de Santa María ou catedral Vieja) située à Vitoria-Gasteiz, Pays basque, Espagne, est une église catholique de style gothique. Elle est située dans la partie la plus haute de la colline sur laquelle s'était installée la ville primitive, fondée 1181, sous le nom "de Nova Victoria", par le roi Sancho VI de Navarre dit Le Sage (Sancho le Sabio), et qui a postérieurement donné naissance à la ville actuelle. 
Avec la naissance du diocèse de Vitoria durant l'année 1862, elle a acquis le titre de cathédrale. Elle est aussi connue comme la catedral Vieja (Vieille cathédrale), pour la distinguer de la catedral Nueva (Nouvelle cathédrale), consacrée à l'Immaculée Conception de Marie et érigée au XXe siècle dans le style néogothique.

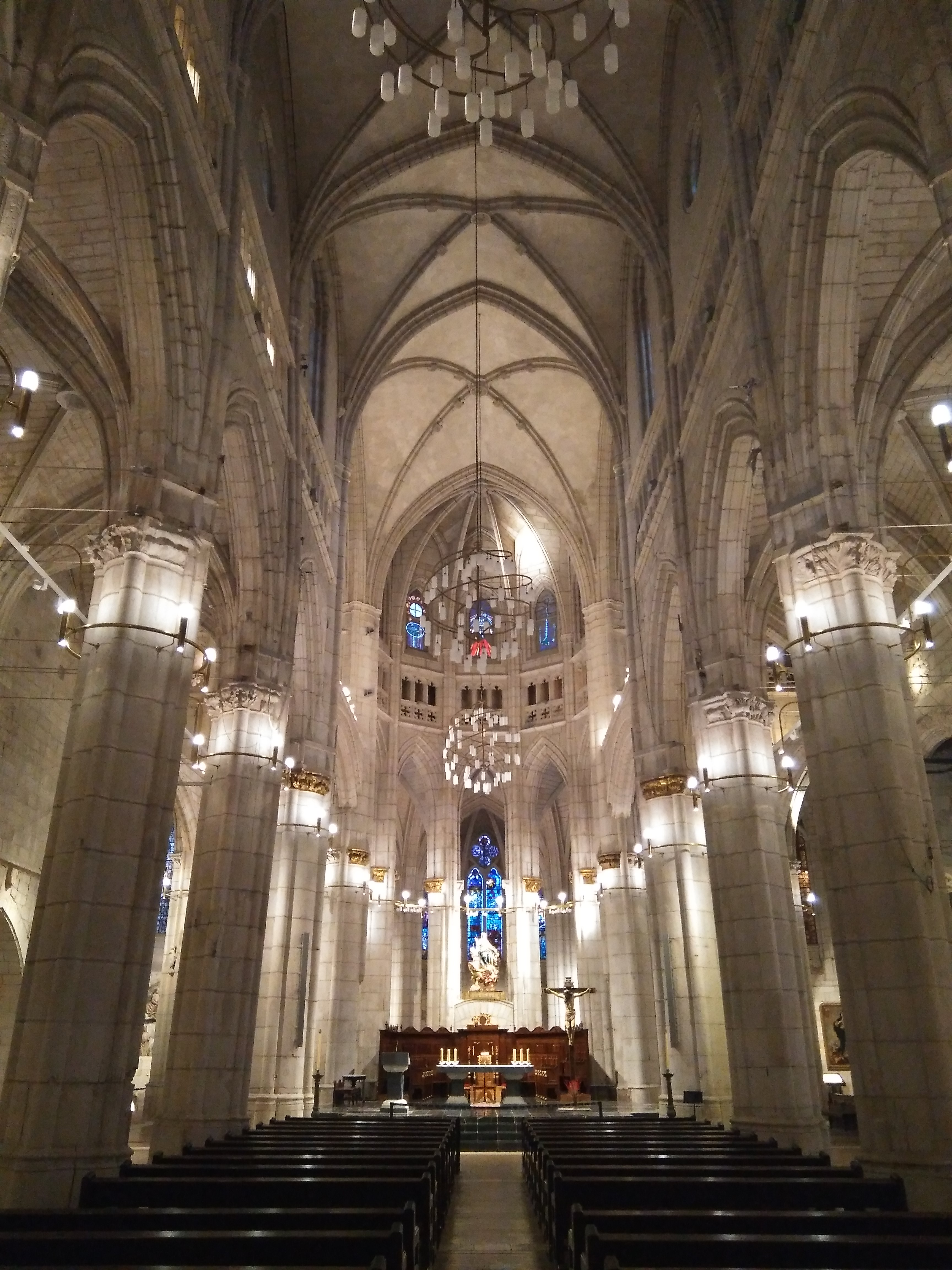
Nef centrale de la cathédrale.

## Source
- (es) Cet article est partiellement ou en totalité issu de l’article de Wikipédia en espagnol intitulé « Catedral de Santa María de Vitoria » (voir la liste des auteurs).